# 言語聴覚療法
言語聴覚療法（げんごちょうかくりょうほう、英語: speech and language therapy）とは、医療、介護、福祉、学校教育の分野において、発声発語機能、言語機能、聴覚機能、高次脳機能、摂食・嚥下機能など、主としてコミュニケーション機能に障害のある人に対して、言語聴覚士が検査、訓練および助言、指導その他の援助などの専門的かかわりによって、対象者の機能の獲得や維持・向上を図り、生活の質の向上を支援することである。